# Steeg (Autriche)
Pour les articles homonymes, voir Steeg.
Steeg est une commune autrichienne du district de Reutte dans le Tyrol.

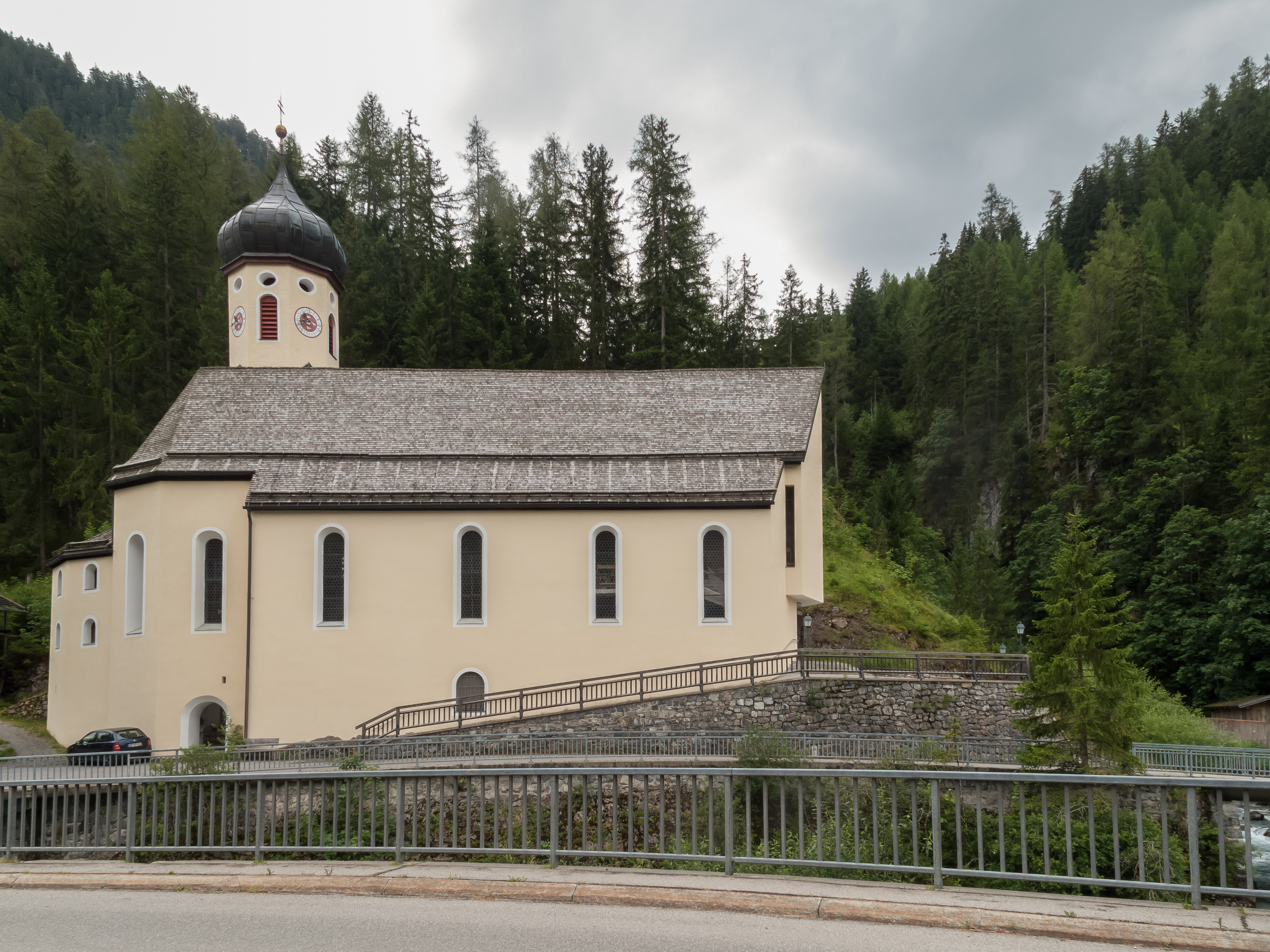
Steeg, église : katholische Pfarrkirche.

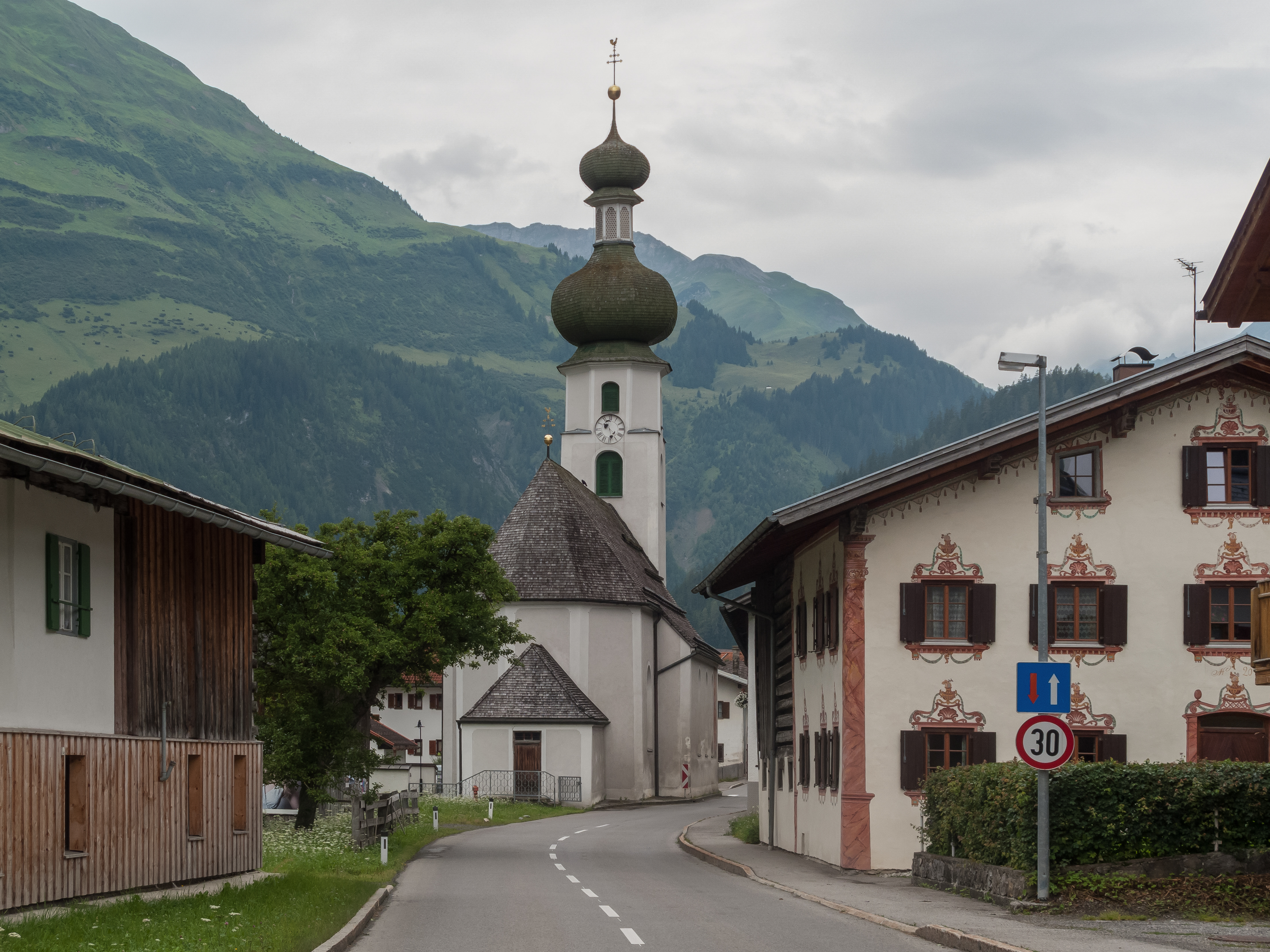
Hägerau, église (katholische Filialkirche heilige Sebastian und Rochus).